# Tam tỉnh lục bộ (Trung Quốc)
Tam tỉnh lục bộ (tiếng Trung: 三省六部) là một quan chế từng được các triều đại phong kiến Trung Quốc sử dụng. Tam tỉnh là Trung thư tỉnh, Môn hạ tỉnh và Thượng thư tỉnh; lục bộ trực thuộc Thượng thư tỉnh, gồm có Lại bộ, Hộ bộ, Lễ bộ, Binh bộ, Hình bộ, Công bộ. Mỗi bộ đều chia làm 4 ty, tổng cộng 24 ty.
Quan chế "Tam tỉnh lục bộ" hình thành qua một thời gian dài phát triển kể từ thời Tây Hán. Trong đó Thượng thư tỉnh hình thành vào thời Đông Hán (lúc đó gọi là Thượng thư đài), Trung thư tỉnh cùng Môn hạ tỉnh hình thành dưới thời Tam quốc, với mục đích phân cách và hạn chế quyền lực của Thượng thư tỉnh. Trong quá trình phát triển, hình thức tổ chức cùng quyền lực có sự thay đổi.
Tới thời nhà Tùy, Tùy Văn Đế tổng hợp quan chế Hán Ngụy mà lập nên quan chế "Ngũ tỉnh lục tào", chủ yếu chưởng quản việc biên soạn, xét duyệt cùng quán triệt chấp hành các chính lệnh, chính sách trung ương; bởi vì kỵ húy Dương Trung nên đổi Trung thư tỉnh thành Nội sử tỉnh.
Nhà Đường trên cơ bản vẫn tiếp tục sử dụng quan chế nhà Tùy, có bổ sung phát triển, làm cho thể chế trung ương tập quyền càng thêm hoàn thiện; cũng bởi vì kỵ húy Lý Thế Dân nên đổi Dân bộ thành Hộ bộ. Nhà Tống tiếp tục kế thừa quan chế nhà Đường, nhưng quyền lực chủ yếu của tam tỉnh lục bộ đều chuyển tới Trung thư tỉnh, Xu mật viện, Tam ty, Thẩm quan viện, tam tỉnh lục bộ dần trở nên hữu danh vô thực. Quan chế nhà Liêu giống nhà Tống.
Nhà Kim từ Hải Lăng vương trở đi chỉ thiết lập "Nhất tỉnh lục bộ", nhất tỉnh là Thượng thư tỉnh. Nhà Nguyên ở đại đa số thời kỳ cũng chỉ lập nhất tỉnh lục bộ, nhất tỉnh là Trung thư tỉnh, mà Thượng thư tỉnh chỉ thỉnh thoảng mới lập. Nhà Minh ban đầu cũng giống nhà Nguyên lập nhất tỉnh lục bộ, nhưng từ năm 1380 bãi bỏ Trung thư tỉnh, chia quyền lực của Trung thư tỉnh về lục bộ. Từ đó trở đi, quan chế "Lục bộ" thay thế "Tam tỉnh lục bộ".
Đặc điểm của "Tam chế lục tỉnh" là phân tán quyền lực của thừa tướng cùng các cơ quan trung ương, đem quyền lực "chia làm ba", kiềm chế lẫn nhau; đồng thời, lại đem quyền hành pháp của Thượng thư tỉnh chia ra cho lục bộ, tức hạn chế sự sản sinh và phát triển của các thế lực, củng cố hoàng quyền.

## Tam tỉnh
Trung thư tỉnh, trưởng quan là Trung thư lệnh, phó quan là Trung thư thị lang, chức quan chủ yếu có Trung thư xá nhân. Quyết định các đại sự cấp quốc gia, điều động quân đội; bổ nhiệm, miễn nhiệm, cách chức các quan viên quan trọng; thay mặt hoàng đế viết chiếu chỉ, công việc này thường do Trung thư xá nhân đảm nhiệm. Là cơ quan lập pháp.
Môn hạ tỉnh, trưởng quan là Thị trung, phó quan là Hoàng môn thị lang (sau đổi thành Môn hạ thị lang), chức quan chủ yếu có Cấp sự trung. Phụ trách kiểm tra phân loại tấu chương của triều thần; phúc thẩm các chiếu, sắc của Trung thư tỉnh; có văn bản nào bị cho là không thích đáng có thể gửi trả, công việc này chủ yếu do Cấp sự trung đảm nhiệm. Là cơ quan giám sát.
Thượng thư tỉnh, trưởng quan là Thượng thư lệnh, thực tế không bổ nhiệm, phó quan là Tả, Hữu phó xạ. Dưới phó xạ có Tả, Hữu thừa; Tả, Hữu ty lang trung; Viên ngoại lang. Thượng thư tỉnh xây dựng ở bên ngoài cung, điều hành lục bộ. Các sắc lệnh do Trung thư tỉnh, Môn hạ tỉnh phát ra đều do Thượng thư tỉnh gửi đi, từ các cơ quan trung ương tới các châu, huyện địa phương; hoặc căn cứ vào sắc lệnh mà lập ra chính lệnh, gửi tới các ban ngành liên quan. Chính lệnh của các cơ quan trung ương như tự, giam, ty gửi xuống địa phương cũng phải do Thượng thư tỉnh gửi. Là cơ quan hành pháp.

## Lục bộ
Trưởng quan của các bộ là Thượng thư (chính tam phẩm), phó quan là Thị lang. Trưởng các ty là Lang trung, chia ra phụ trách quán triệt các chính lệnh, dưới mỗi bộ có bốn ty, tổng cộng 24 ty.
Lại bộ: phụ trách bổ nhiệm, bãi nhiệm, khảo hạch, thăng chức, giáng chức, điều động quan lại cả nước.
Hộ bộ: phụ trách trông coi ruộng đất, hộ tịch, thu thuế, thu chi tài chính.
Lễ bộ: phụ trách các nghi lễ quốc gia, hiếu hỉ cung đình, cúng tế, trường học, thi cử, tiếp đãi đại sứ nước ngoài.
Binh bộ: phụ trách tuyển chọn võ tướng, huấn luyện quân đội, binh tịch, vũ khí quân đội, quân lệnh.
Hình bộ: phụ trách thi hành luật pháp, hình ngục.
Công bộ: phụ trách thủ thủy lợi, giao thông, thành lũy, thủ công nghiệp.